# (30564) Olomouc
(30564) Olomouc ist ein Asteroid des Hauptgürtels, der am 28. Juli 2001 vom tschechischen Astronomen Petr Pravec an der Sternwarte Ondřejov (IAU-Code 557) in Ondřejov u Prahy entdeckt wurde.
In der AstDyS-2-Datenbank wurde (30564) Olomouc einer nicht bestätigten, kleinen Asteroidenfamilie zugeordnet, bei welcher der Asteroid (28804) 2000 HC81 als parent body angegeben war. Nach neuerer Definition gehört der Asteroid zur Astraea-Familie, einer Gruppe von Asteroiden, die nach (5) Astraea benannt ist.
Benannt wurde (30564) Olomouc nach der tschechischen Universitätsstadt Olmütz (Olomouc), die seit 1063 Sitz eines Bischofs und seit 1573 Heimat der zweitältesten Universität Tschechiens (Palacký-Universität) ist.